# NEO: 더 월드 엔즈 위드 유
《NEO: 더 월드 엔즈 위드 유》는 스퀘어 에닉스와 h.a.n.d.가 개발하고 스퀘어 에닉스가 배급한 액션 롤플레잉 게임이다. 2007년 게임 《더 월드 엔즈 위드 유》의 후속작으로, 닌텐도 스위치와 플레이스테이션 4 플랫폼으로 개발돼 2021년 7월 27일 전세계에 동시출시됐다. 전작과 마찬가지로 시부야구를 무대로 벌이는 사신의 게임이 소재이며 새로운 등장인물을 중심으로 이야기가 전개된다. 일본판 제목은 《신 멋진 이 세계》이다.
2007년 《더 월드 엔즈 위드 유》 발매 후 후속작에 대한 시도가 여러 차례가 있었으나 여러 가지 이유로 불발됐다. 이후 전작의 모바일 이식판이 좋은 성적을 거두면서 후속작이 개발될 수 있었다. 전작 제작진 중 재참여한 개발자로 크리에이티브 프로듀서 및 캐릭터 디자이너 노무라 테츠야, 캐릭터 디자이너 코바야시 겐, 그리고 디렉터 이토 히로유키가 있다. 전작과 달리 완전 3D 그래픽을 차용했다.
2022년 9월 마이크로소프트 윈도우판이 발매됐다.

## 반응
출시 당시 《NEO: 더 월드 엔즈 위드 유》는 리뷰 애그리게이터 웹사이트 메타크리틱에서 닌텐도 스위치판과 플레이스테이션 4판이 각각 82/100, 80/100점을 기록해 "대체적으로 긍정적인 평가"를 받았다.

### 흥행
일본에서 출시된 주에 패키지판이 18,799장 판매돼 그 주 소매상에서 가장 많이 팔린 게임이 됐다. 2022년 2월 배급사 스퀘어 에닉스의 보고서에 따르면 게임의 판매 실적이 기대치에 미치지 못했다고 한다.

## 참조

### 내용주
1. ↑  영어: Neo: The World Ends with You
2. ↑  일본어: 新すばらしきこのせかい